# Kyle Eastwood
Kyle Eastwood (Los Angeles, 19 maggio 1968) è un bassista, attore e compositore statunitense, figlio dell'attore e regista Clint Eastwood.

## Biografia

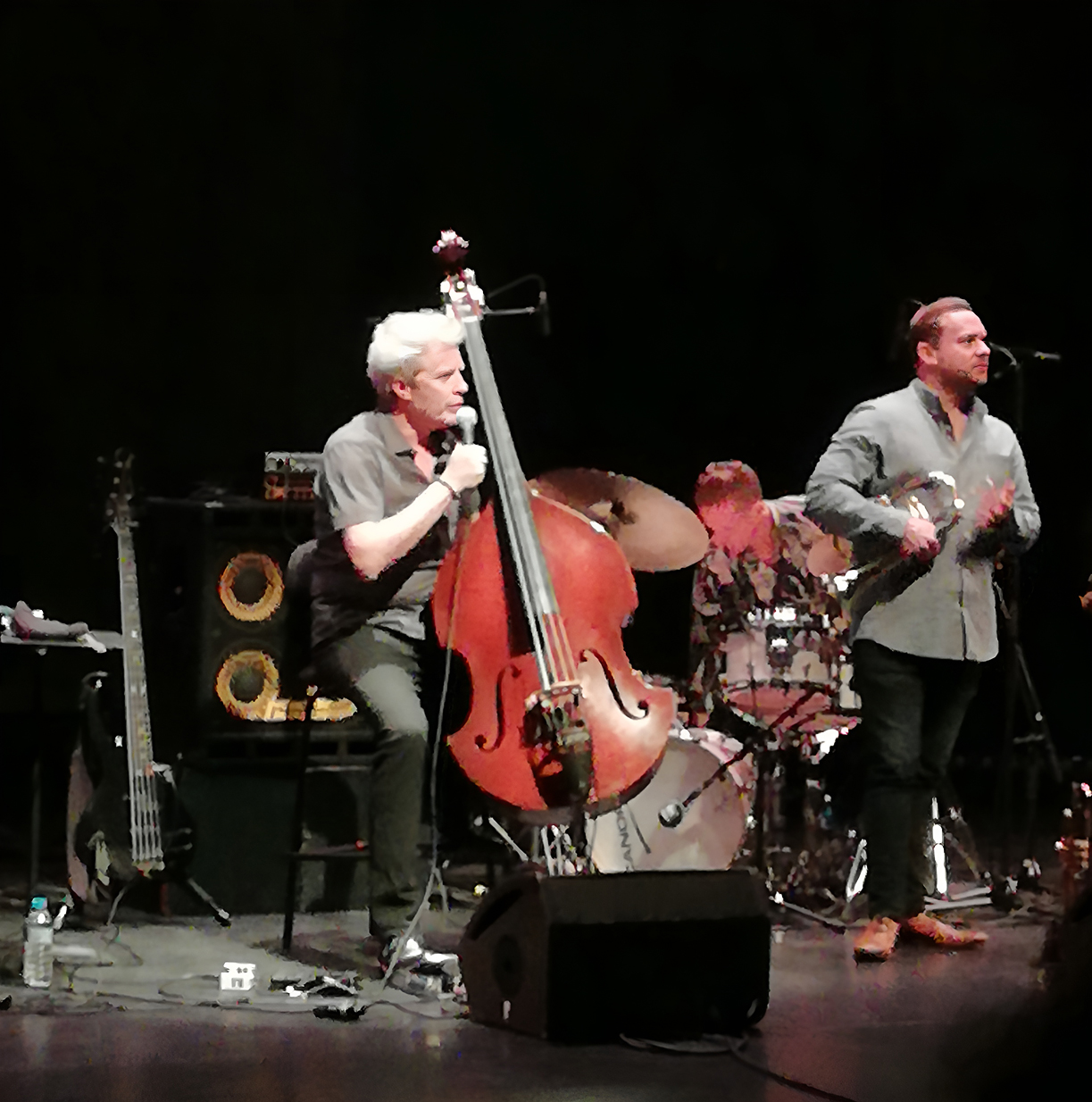
Kyle Eastwood, 2022

Kyle Eastwood è nato a Los Angeles, California, da Clint Eastwood e Maggie Johnson. Fratello maggiore della stilista ed attrice Alison Eastwood. È cresciuto a Carmel-by-the-Sea.
Mentre studia alla University of Southern California comincia a suonare il basso elettrico avvicinandosi soprattutto a generi musicali come rhythm'n'blues, soul e reggae. 

### Carriera
A 18 anni decide di dedicarsi completamente alla musica. Supportato dal padre, grande appassionato di jazz, lascia l'università per studiare con il bassista francese Bunny Brunel e comincia a suonare negli ambienti jazzistici di New York e Los Angeles formando il Kyle Eastwood Quartet.
Suona anche al Eastwood After Hours: Live at Carnegie Hall, un concerto che celebra la passione per il jazz del padre Clint.
Nel 1998 la Sony pubblica il suo primo album From There to Here, un insieme di classici e composizioni jazz che vede la partecipazione di arrangiatori e strumentisti di primo piano. Dopo aver ottenuto un breve contratto con la Candid Record, Eastwood firma con la Rendezvous, etichetta discografica di Dave Koz, con la quale pubblica i suoi due primi album come solista Paris Blue e Now.
Il 2009 è l'anno di Metropolitain, che viene prodotto in parte a Parigi (alcune registrazioni vengono svolte presso le sale dello Studio Feber) e Los Angeles, anche se i maggiori influssi nella struttura dell'album derivano senz'altro dalla permanenza dell'artista presso la capitale francese. Kyle si avvale, per quest'ultimo album, dell'aiuto dei musicisti francesi Eric Legnini al pianoforte e Manu Katché alla batteria, della cantante transalpina Camille oltre a quello del trombettista tedesco Till Brönner.
Oltre a questi tre album la produzione discografica si estende alle colonne sonore dei film Mystic River (2002), Million Dollar Baby (2004), Flags of Our Fathers (2006), Lettere da Iwo Jima (2006), Gran Torino (2008) e Invictus (2009).
Nel 2005 ha dato la voce al Dj Andy Wright del videogioco The Movies.

### Vita privata
Ha una figlia, Graylen (28 marzo 1994), avuta dalla ex-moglie Laura Gomez.

## Stile musicale
Kyle Eastwood è cresciuto ascoltando il jazz dei grandi artisti come Miles Davis, Dave Brubeck e Thelonious Monk, guidato dai genitori, entrambi amanti di quel genere di musica. Ha visitato anche molti festival come il Monterey Jazz Festival dove, grazie alla fama del padre, è riuscito ad accedere ai backstage e a incontrare grandi artisti come Dizzy Gillespie e Sarah Vaughan che lui stesso dirà che hanno molto influito sulla sua musica.

## Discografia parziale
- 1998 - From There to Here
- 2004 - Paris Blue
- 2006 - Now
- 2009 - Metropolitain
- 2011 - Songs from the Chateau
- 2013 - The View from Here
- 2015 - Time Pieces
- 2017 - In Transit
- 2019 - Cinematic
- 2023 - Eastwood Symphonic

## Filmografia
- Honkytonk Man (1982) - Attore
- I ponti di Madison County (1995) - Attore
- Mystic River (2002) - compositore, "Cosmo", "Black Emerald Blues"
- Million Dollar Baby (2004) - compositore, "Boxing Baby", "Solferino", "Blue Diner"
- Flags of Our Fathers (2006) - arrangiatore colonna sonora
- Lettere da Iwo Jima (2006) - colonna sonora (con Michael Stevens)
- Gran Torino (2008) - colonna sonora (con Michael Stevens)
- Invictus - L'invincibile (2009) - colonna sonora (con Michael Stevens)